# Anomala procrastinator
Anomala procrastinator är en skalbaggsart som beskrevs av Gilbert John Arrow 1917. Anomala procrastinator ingår i släktet Anomala och familjen Rutelidae. Inga underarter finns listade i Catalogue of Life.